# Олександр «Шуля» Ємець
Олександр «Шуля» (також псевдо Каценбоген) Ємець (30 січня 1967 — 21 серпня 2023) – саксофоніст, автор музики і текстів. Проживав у Львові.
Популярність Олександра припала на часи створення гурту «Брати Гадюкіни» 1988 року в надрах львівсько рок-клубу. Тоді музиканти виконували припанковані російськомовні рок-н-ролли з іронічним підтекстом, зокрема таку пісню як «Колхозный рок-н-ролл» (твіст). Також, до раннього репертуару у його виконанні входили такі пісні як «А я ему не верю», «Я люблю свой дом родной». Першим лідером був Олександр «Шуля» Ємець — саксофоніст, автор музики і текстів. Йому належала й ідея назви, від імені одного з персонажів оповідання російського дитячого письменника Віктора Драгунського) «Смерть шпигуна Гадюкіна», популярного у 1960-х роках. За часів лідерства Шулі в репертуарі групи з'явилися кілька речей галицьким говором авторства Кузі («Чуваки, всьо чотко» і «Мертвий півень») і саме вони викликали фурор на московському фестивалі «СыРок-88».
Помер 21 серпня 2023 року у Львові від інсульту.